# The Next Step (Album)
The Next Step ist ein Jazzalbum von Jessica Williams. Die am 6. April 1993 in Portland, Oregon entstandenen Aufnahmen erschienen 1993 auf Hep Records.

## Hintergrund
Auf ihrem ersten Album für das Label Hep Records spielt die Pianistin Jessica Williams neben vier eigenen Kompositionen eine Reihe von Jazztiteln („Goodbye Pork Pie Hat“ von Charles Mingus und „I Got It Bad“ von Duke Ellington) und Standards, wie „I Should Care“, „I'll Always Be In Love With You“, ein Song, den in der Swingära Orchester wie die von Fletcher Henderson und Count Basie, Jan Savitt und das Jeter-Pillars Orchestra im Repertoire hatten, Vernon Dukes „Taking a Chance on Love“ (ein Titel, den u. a. Ethel Waters, Ethel Waters und Benny Goodman 1940 bekannt machten) und „Like Someone in Love“ von 1944, der in Versionen von Jazzgrößen wie Chet Baker, John Coltrane und Dexter Gordon zum Jazzstandard wurde. Der Song „I Didn't Know Until You Told Me (Love Say Hello to Me)“ erschien auf dem Columbia-Album The Real Ambassadors.
Für Hep Records nahm Williams 1993 das Album In the Pocket (solo bzw. im Trio mit Jeff Johnson und Dick Berk) auf; ein Mitschnitt für Hep von einem Auftritt in San Francisco vom 24. Januar 1994, bei dem Jessica Williams mit John Wiitala (Bass) und Tootie Heath bzw. Bud Spangler (Schlagzeug) spielte, blieb unveröffentlicht.

## Titelliste
- Jessica Williams: The Next Step (HEP CD 2054)[2]

1. Taking a Chance on Love (Vernon Duke, Ted Fetter, John Latouche) 6:33
2. Stonewall Blues 5:26
3. Easter Parade (Irving Berlin) 5:41
4. Bongos's Waltz 5:02
5. I Didn't Know Until You Told Me (Love Say Hello to Me) (Dave Brubeck, Iola Brubeck) 5:10
6. The Quilt 5:36
7. Clear Blue Lou 7:05
8. I Should Care (Sammy Cahn, Axel Stordahl, Paul Weston) 6:08
9. Theme for Lester Young (Goodbye Pork Pie Hat) (Charles Mingus) 5:29
10. Like Someone in Love (Johnny Burke, James Van Heusen) 6:21
11. I'll Always Be In Love With You (Bud Green, Herman Ruby, Sam H. Stept) 6:10
12. I Got It Bad (Duke Ellington, Paul Francis Webster) 6:21
13. Little Waltz (Ron Carter) 4:48

Wenn nicht anders vermerkt, stammen die Kompositionen von Jessica Williams.

## Rezeption
Nach Ansicht von Scott Yanow, der dem Album in Allmusic viereinhalb Sterne verlieh, sei Jessica Williams, obwohl kaum ein bekannter Name, in der Tat eine der besten Jazzpianistinnen der 1990er Jahre, und ihr Album für Hep Records gebe den Zuhörern den entscheidenden Beweis. Sie liefere eine brillante Imitation von Thelonious Monks Spiel in der ersten Hälfte von „Easter Parade“ (bevor sie ihre eigene starke musikalische Persönlichkeit zeige), indem sie nicht nur Monks einzigartige Akkordmuster einfange, sondern auch seinen Anschlag und seinen Witz. Im weiteren Verlauf ihres farbenfrohen Soloalbums spiele Williams auch auf Art Tatum und Lennie Tristano an und wirke dennoch wie ein Original. Ihre kreativen Interpretationen von Standards wie „Taking a Chance on Love“, „Like Someone in Love“ und einem mittelschnellen „I Got It Bad“ klängen ziemlich einprägsam und voll von mehr als ihrem Anteil an Überraschungen, einschließlich einiger ironischer Zitate aus anderen Songs.
Die Kritiker Richard Cook und Brian Morton vergaben 1993 in der zweiten Auflage des Penguin Guide to Jazz dreieinhalb Sterne und schrieben, die Pianistin sei in der Lage, unglaubliche zweihändige Passagen mit einfachen, offenherzigen Songformen zu verfolgen und selbst ziemlich abgedroschenes Material, wie „Goodbye Pork Pie Hat“, mit ungeheuchelter Emotion zu belegen. Klavierfans werden sich über ihre Technik wundern; such alle anderen werden sich nur wundern, denn Williams sei eines der bemerkenswertesten Talente, das (wenn auch spät) in den 1990er-Jahren aufgetaucht sei.